# Sarnia
Sarnia är en stad i sydvästra Ontario i Kanada. Invånarna uppgick 2011 till 72 366 i antalet. Staden är belägen nära gränsen mellan Kanada och USA.

## Kända personer från staden
- Tvillingarna Cam och Chris Abbott, ishockeytränare och f.d. ishockeyspelare respektive ishockeyspelare

### Fotnoter
1. ↑  ”Census Profile” (på engelska). Statistics Canada. 22 mars 2011. http://www12.statcan.gc.ca/census-recensement/2011/dp-pd/prof/details/page.cfm?Lang=E&Geo1=CSD&Code1=3538030&Geo2=CD&Code2=3538&Data=Count&SearchText=sarnia&SearchType=Begins&SearchPR=01&B1=All&Custom=&TABID=1. Läst 1 februari 2014.